# Presidente de Paraguay
El presidente de la República del Paraguay, ostenta la máxima autoridad en calidad de jefe de Estado y jefe de Gobierno. Es el cargo que representa la posición política de mayor jerarquía en el país en términos de influencia y reconocimiento. El presidente lidera la rama ejecutiva y desempeña el papel de comandante en jefe de las Fuerzas Armadas del Paraguay. El primer ocupante de este cargo fue Carlos Antonio López, en 1844.
La Constitución de Paraguay asigna al presidente una serie de deberes y atribuciones, que incluyen representar y dirigir la administración general del país. Además, se le otorga el papel de comandante en jefe de las Fuerzas Armadas de Paraguay, una función que no puede ser delegada. El presidente tiene la facultad de dictar los reglamentos militares, así como de disponer y organizar las fuerzas armadas. También tiene la autoridad para nombrar y destituir a los comandantes de la fuerza pública. En caso de necesidad, el presidente puede tomar las medidas necesarias para la defensa nacional. Asimismo, tiene la capacidad de otorgar grados en todas las ramas militares y, con el acuerdo del Senado, los grados superiores.
De acuerdo con la Constitución actual, el presidente de Paraguay es elegido junto con el vicepresidente mediante el sufragio universal. Para ser declarado ganador de las elecciones, se requiere obtener la mayoría simple de los votos. Estas elecciones generales se llevan a cabo entre 90 y 120 días antes de que expire el período constitucional vigente.
El período de gobierno del presidente es de cinco años sin posibilidad de reelección. En 2016, el sector del Partido Colorado que apoyaba al entonces presidente, Horacio Cartes y por su parte, el Frente Guasú dirigido por el expresidente Fernando Lugo, propusieron introducir la reelección presidencial. Esto causó una crisis política en protesta ante dicho intento. Durante las protestas, fuerzas policiales ingresaron a la sede del principal partido de oposición, el Partido Liberal Radical Auténtico (PLRA). Allí asesinaron al militante liberal Rodrigo Quintana.
La investidura presidencial, se realiza ante el Congreso, en una solemne ceremonia donde asisten diferentes jefes y jefas de Estado y representaciones diplomáticas, en las que el presidente electo presta su juramento de cumplir sus funciones constitucionales, asumiendo la más alta jefatura del Estado.
Desde 1912, la fecha establecida de la toma de posesión ha sido el 15 de agosto, día del aniversario de la capital del país. Desde el 27 de noviembre de 1942, durante el gobierno del general Higinio Morínigo, la residencia oficial del presidente paraguayo ha sido Mburuvicha Róga.

## Régimen constitucional

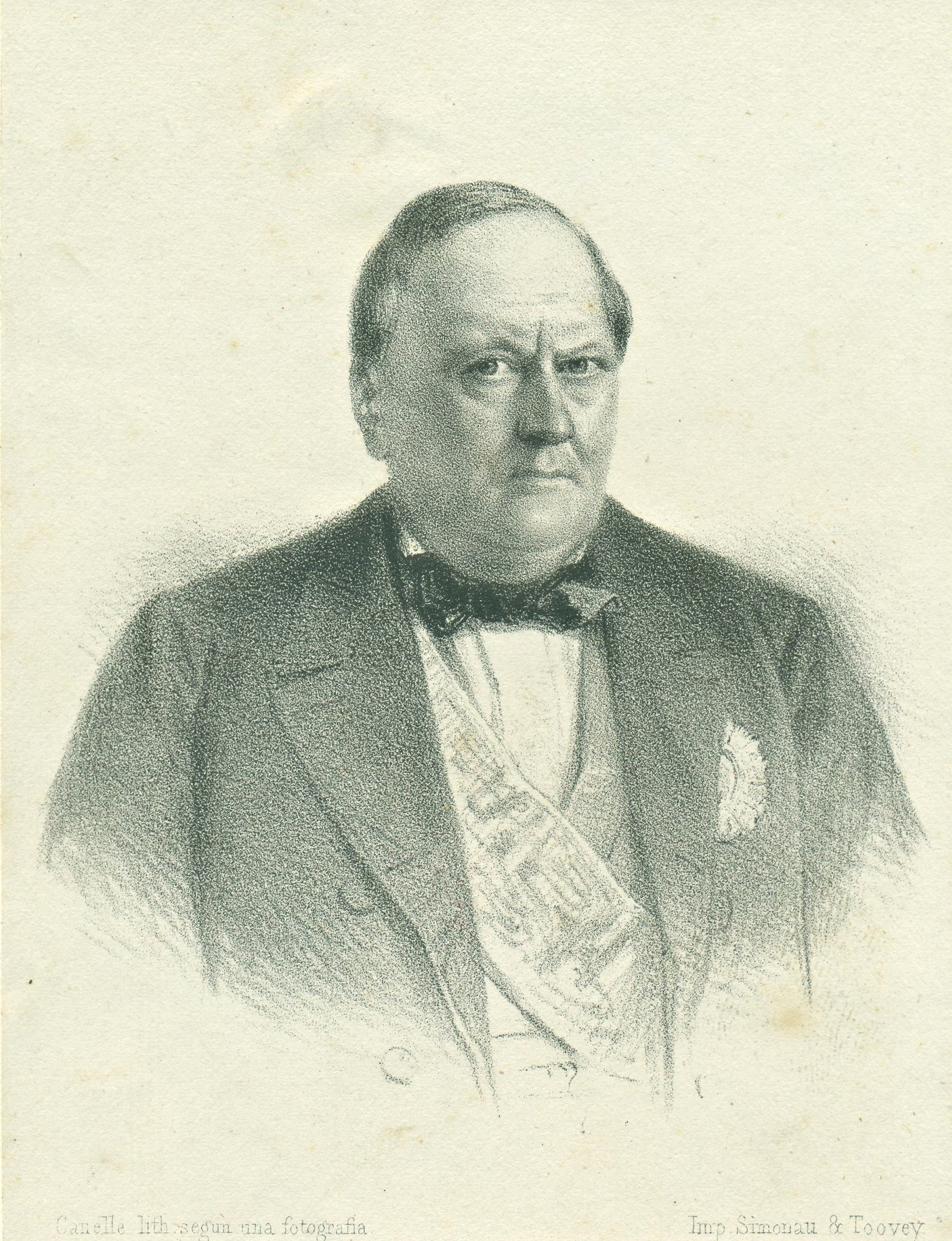
Carlos Antonio López, primer presidente constitucional de la República del Paraguay (desde el 14 de marzo de 1844 hasta el 10 de septiembre de 1862).

El artículo 226 de la Constitución de Paraguay establece que el Poder Ejecutivo es ejercido por el presidente de la República.

### Requisitos para ser presidente y vicepresidente
El artículo 228 de la Constitución de Paraguay establece los requisitos para ocupar los cargos de presidente o vicepresidente, incluyendo la nacionalidad paraguaya natural, tener al menos 35 años de edad, y estar en pleno ejercicio de los derechos civiles y políticos.

### Duración del mandato y reelección
De acuerdo con el artículo 229, tanto el presidente como el vicepresidente ejercerán sus funciones durante un período improrrogable de cinco años. Está prohibida la reelección presidencial en cualquier circunstancia.

### Procedimiento electoral
El artículo 230 establece que tanto el presidente como el vicepresidente son elegidos mediante votación directa del pueblo, entre noventa y ciento veinte días antes de que termine el período constitucional vigente.

## Elección y transición

### Toma de posesión
Según el artículo 232, la toma de posesión de los cargos de presidente y vicepresidente debe llevarse a cabo ante el Congreso Nacional, en una ceremonia donde los electos prestan juramento de cumplir con sus funciones constitucionales. Si no se logra el cuórum, la ceremonia se realiza ante la Corte Suprema de Justicia de Paraguay.

### Sucesión presidencial en caso de vacancia
El artículo 234 regula el régimen de acefalía, determinando la sucesión presidencial en caso de ausencia o impedimento del presidente. El vicepresidente reemplazará al presidente, y en su ausencia, sucesivamente lo harán el presidente del Senado, de la Cámara de Diputados y de la Corte Suprema de Justicia. La carta magna aclara que en caso de que la Presidencia de la República quedase vacante antes o después de la proclamación del presidente, el vicepresidente electo deberá ejercer la Presidencia hasta la finalización del período constitucional. Si la vacancia definitiva de la Vicepresidencia ocurriera durante los tres primeros años del período constitucional, se convocará a elecciones para cubrirla. Si la misma tuviese lugar durante los dos últimos años, el Congreso, por mayoría absoluta de sus miembros, designará a quien debe desempeñar el cargo por el resto del período.

#### Caso Marzo Paraguayo
Durante la vigencia de la actual Constitución, la línea de sucesión cobró importancia en la conocida crisis del Marzo Paraguayo. El 23 de marzo de 1999, el vicepresidente de la república Luis María Argaña fue asesinado y las fuertes presiones de la ciudadanía hicieron que el presidente del Paraguay, Raúl Cubas Grau, renunciara el 27 de marzo. Así quedaban vacantes las figuras de presidente y vicepresidente del país, por lo que el entonces titular del Senado, Luis Ángel González Macchi, tuvo que asumir la presidencia del Paraguay. En las elecciones vicepresidenciales del año 2000, el liberal Julio César Franco fue elegido para ocupar el cargo de vicepresidente que había quedado vacante desde el magnicidio contra Argaña.

## Relaciones institucionales

### Ausencia y sustitución del presidente
El artículo 233 establece que el presidente no podrá ausentarse del país sin notificar previamente al Congreso y a la Corte Suprema de Justicia. Si la ausencia se prolonga por más de cinco días, será necesario obtener la autorización del Senado. Bajo ninguna circunstancia el presidente y el vicepresidente pueden ausentarse simultáneamente del país.

## Presidencia en la práctica
En el Paraguay, ha habido mandatos en que las relaciones entre el presidente y el vicepresidente de la República no fueron buenas: Luis María Argaña era crítico al gobierno de Raúl Cubas Grau; Julio César Franco era de un partido político diferente que Luis Ángel González Macchi; Luis Castiglioni se convirtió en enemigo político de Nicanor Duarte Frutos, mientras era su vicepresidente; y Federico Franco asumió la presidencia de Paraguay en junio de 2012, tras la destitución del entonces presidente Fernando Lugo mediante un juicio político llevado a cabo en menos de 24 horas, impulsado por la alianza entre el partido de Franco (PLRA) y el Partido Colorado (ANR). En cambio, las relaciones de Horacio Cartes con su vicepresidente Juan Afara fueron bastante buenas hasta 2017, cuando Afara se cambió al Movimiento Añeteté (hoy conocido como Fuerza Republicana-ANR) de Mario Abdo Benítez para poder concretar su candidatura a Senador Nacional.

### Inhabilidades para ser candidato
El artículo 235 detalla las inhabilidades para ser candidato a presidente o vicepresidente, incluyendo a ministros, viceministros, jueces, fiscales, y otros funcionarios públicos, quienes deben haber renunciado a sus cargos al menos seis meses antes de las elecciones.

### Inhabilidades adicionales
El artículo 236 establece que aquellos que hayan liderado golpes de Estado o movimientos armados que atenten contra el orden constitucional están inhabilitados para ejercer cargos públicos durante dos períodos consecutivos.

### Prohibiciones durante el mandato
De acuerdo con el artículo 237, durante su mandato, el presidente y vicepresidente no podrán ejercer otros cargos públicos o privados, ni dedicarse al comercio o actividades profesionales, debiendo dedicarse exclusivamente a sus responsabilidades constitucionales.

## Atribuciones del presidente

### Funciones y responsabilidades
El artículo 238 enumera las principales atribuciones del presidente, incluyendo representar al Estado, dirigir la administración del país, promulgar y vetar leyes, nombrar ministros y funcionarios, gestionar las relaciones exteriores, ser comandante en jefe de las Fuerzas Armadas, proponer leyes al Congreso, y administrar los recursos del Estado conforme al presupuesto nacional.

## Residencia y despacho presidencial

### Residencia presidencial

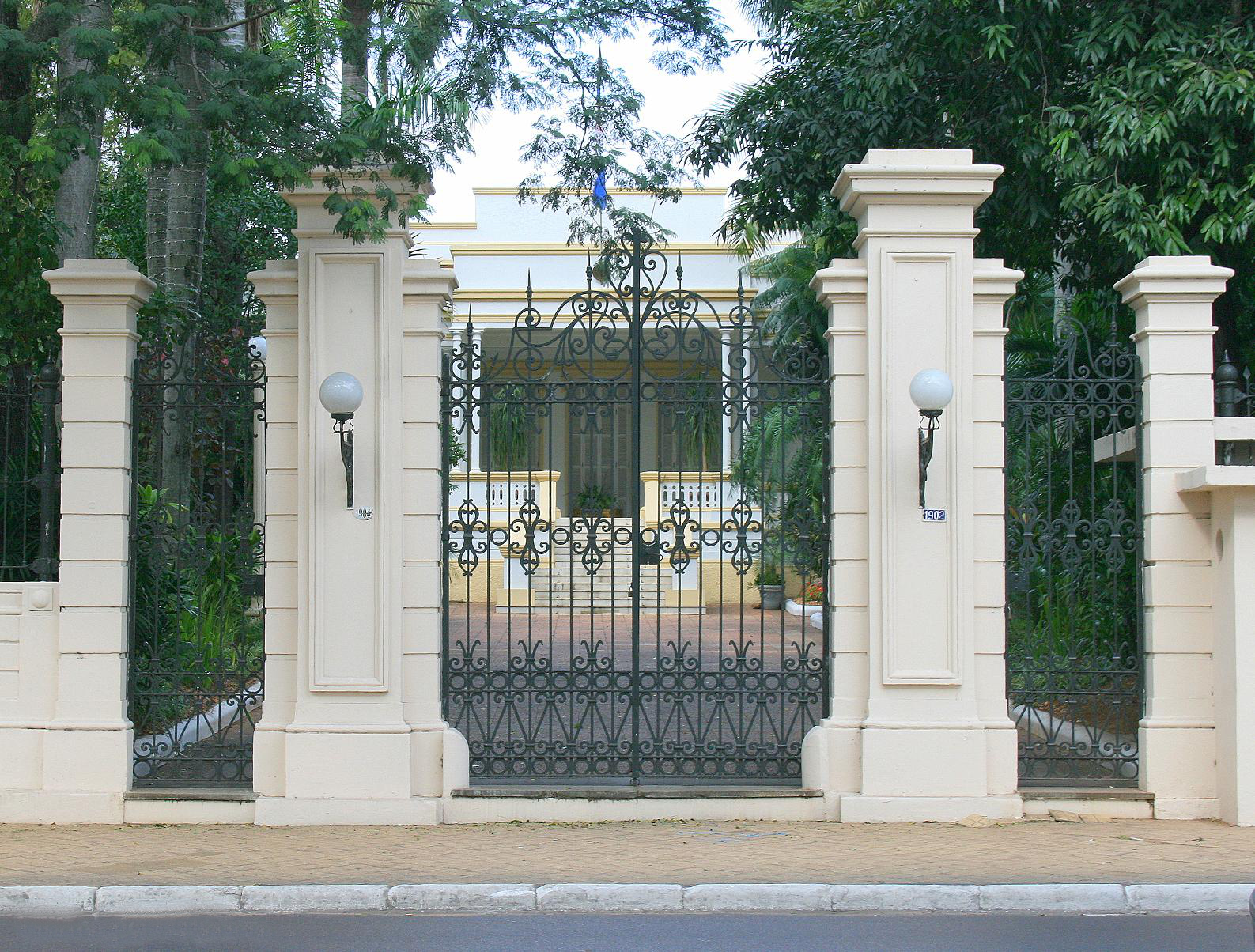
Entrada a Mburuvicha Róga.

Mburuvicha Róga (en guaraní, literalmente «Casa del líder») es la residencia oficial del presidente del Paraguay y de la primera dama. Se encuentra en Asunción, sobre la avenida Mariscal López, y también alberga el despacho de la primera dama. Fue construida a fines del siglo XIX por encargo del expresidente Emilio Aceval. Pasó por varios propietarios hasta que el Estado la adquirió en 1942 durante el gobierno de Higinio Morínigo. El predio incluye un helipuerto y accesos por tres avenidas principales. El nombre ya había sido utilizado para una residencia presidencial previa, adquirida por Carlos Antonio López en 1860. Esta antigua casona, hoy desaparecida, fue conocida como «la casa de las 15 columnas».

### Despacho presidencial

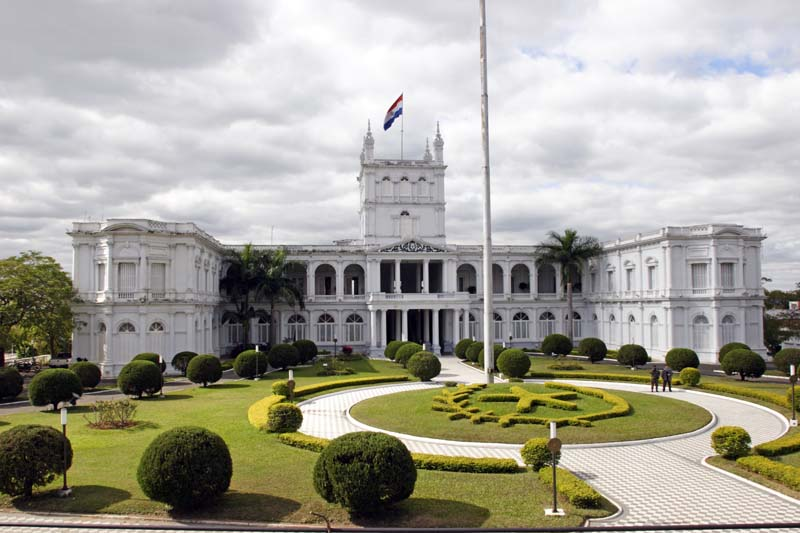
Vista del Palacio de López.

El despacho oficial del presidente de la República del Paraguay se encuentra ubicado en el Palacio de López, también denominado Palacio de Gobierno, situado en la ciudad de Asunción. Este edificio, construido en el siglo XIX como residencia de Francisco Solano López, fue adaptado con el tiempo como sede del Poder Ejecutivo. Desde 1894 alberga de forma permanente las oficinas del presidente. Originalmente, el despacho se encontraba en la planta alta, pero fue trasladado a la planta baja en 1949 por disposición del entonces mandatario Felipe Molas López. Desde entonces, las dependencias del Ejecutivo han sido reorganizadas conforme a las necesidades administrativas de cada gobierno.

## Emblemas y símbolos presidenciales
Según el artículo 6 de la Ley N.º 5209/2014 de la Constitución Nacional, sobre el ceremonial del Estado, el presidente de la República debe portar la banda presidencial y el bastón de mando en actos de alta solemnidad, como la toma de posesión, el mensaje anual al Congreso Nacional el 1 de julio, el Día de la Independencia del Paraguay y otras ceremonias definidas por la Dirección General de Ceremonial del Poder Ejecutivo.

### Banda presidencial

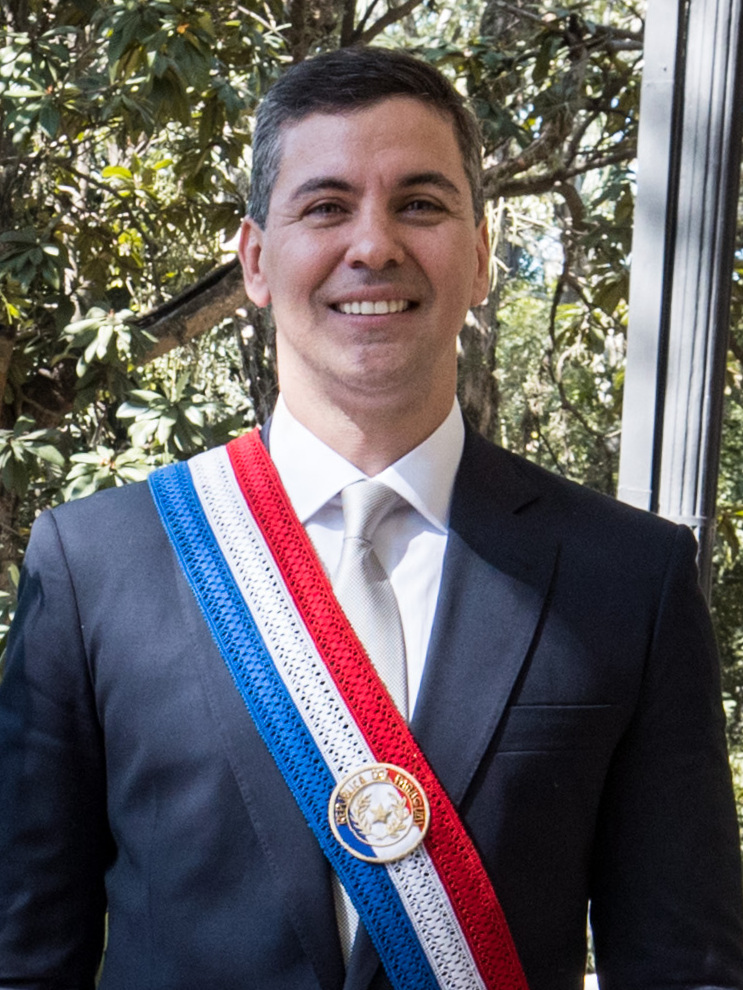
El presidente Santiago Peña durante su asunción al mando, portando la banda presidencial confeccionada en ñandutí, 15 de agosto de 2023.

La banda presidencial del Paraguay es un símbolo oficial que representa la autoridad del presidente de la República y la continuidad institucional del Poder Ejecutivo. Fue instaurada en 1841 durante el mandato de Carlos Antonio López, el primer presidente constitucional del país.[cita requerida]
Tradicionalmente, la banda presenta los colores de la bandera nacional (rojo, blanco y azul) y en el centro lleva el escudo nacional. Se utiliza principalmente durante la ceremonia de asunción presidencial, donde es impuesta por el titular del Congreso Nacional como parte del acto de transmisión del mando. Se trata de una insignia de uso exclusivo del presidente de la República, y su portación suele extenderse a retratos oficiales y actos solemnes de representación institucional.
En 2023, con la asunción del presidente Santiago Peña, se introdujo una variante confeccionada en ñandutí, un encaje artesanal típico de Paraguay.

### Bastón de mando presidencial

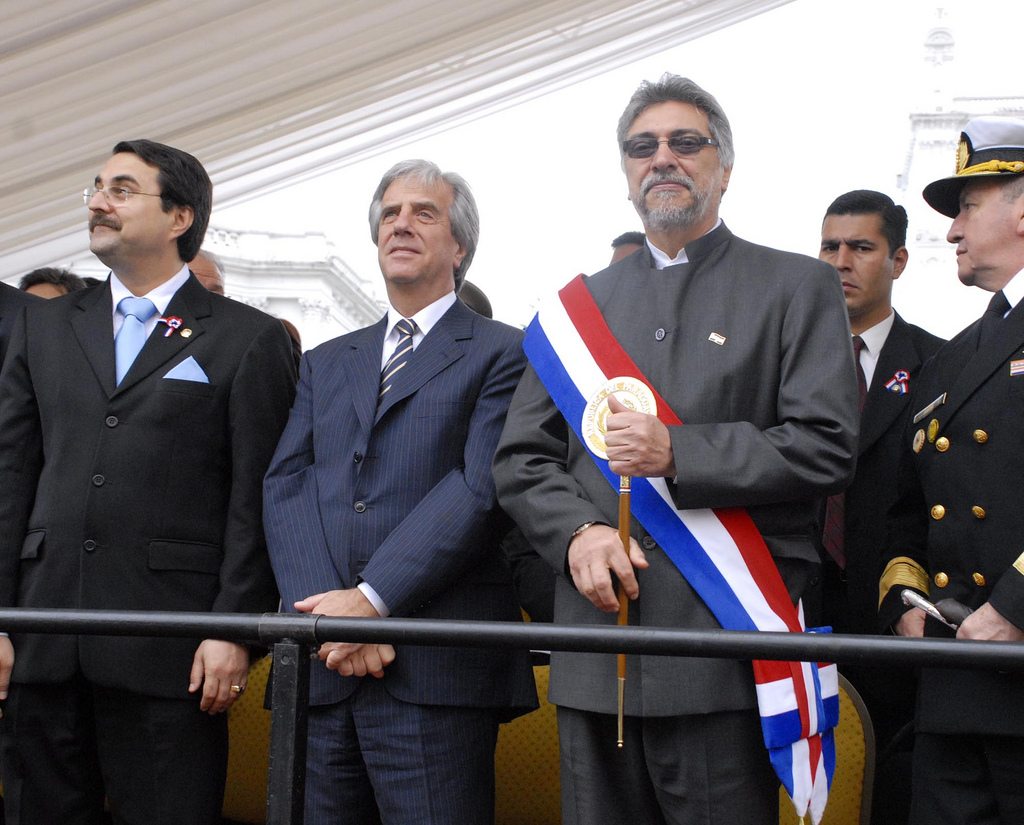
El presidente Fernando Lugo durante el acto oficial por el Día de la Independencia (14 de mayo de 2009), portando la banda y el bastón presidencial como símbolo protocolar de la jefatura de Estado.

El bastón de mando presidencial del Paraguay es uno de los símbolos de autoridad del presidente de la República en su carácter de comandante en jefe de las Fuerzas Armadas. Su uso está reservado para actos oficiales y ceremoniales, como la toma de posesión, desfiles militares y conmemoraciones patrias.
El bastón fue institucionalizado en 1979 como símbolo militar del comandante en jefe, aunque existen referencias anteriores a su valor simbólico. En 1811, el entonces gobernador Bernardo de Velazco expresó su disposición a entregar el bastón como señal de cesión del poder.
El diseño tradicional incluye un cuerpo de madera de lapacho, una cabeza de león en oro de 18 quilates, el escudo nacional en relieve, cuatro estrellas doradas y una inscripción con el nombre del titular del Poder Ejecutivo, el periodo de su mandato y acompañada de la leyenda «Pdte. Rca. del Paraguay». También posee un anillo tricolor con los colores nacionales: rojo, blanco y azul.
Cada bastón es confeccionado de manera artesanal por orfebres y ebanistas nacionales y personalizado para cada presidente. El bastón utilizado por Santiago Peña en su asunción el 15 de agosto de 2023 fue elaborado por un equipo de artesanos paraguayos.

## Actualidad

### Presidente en ejercicio

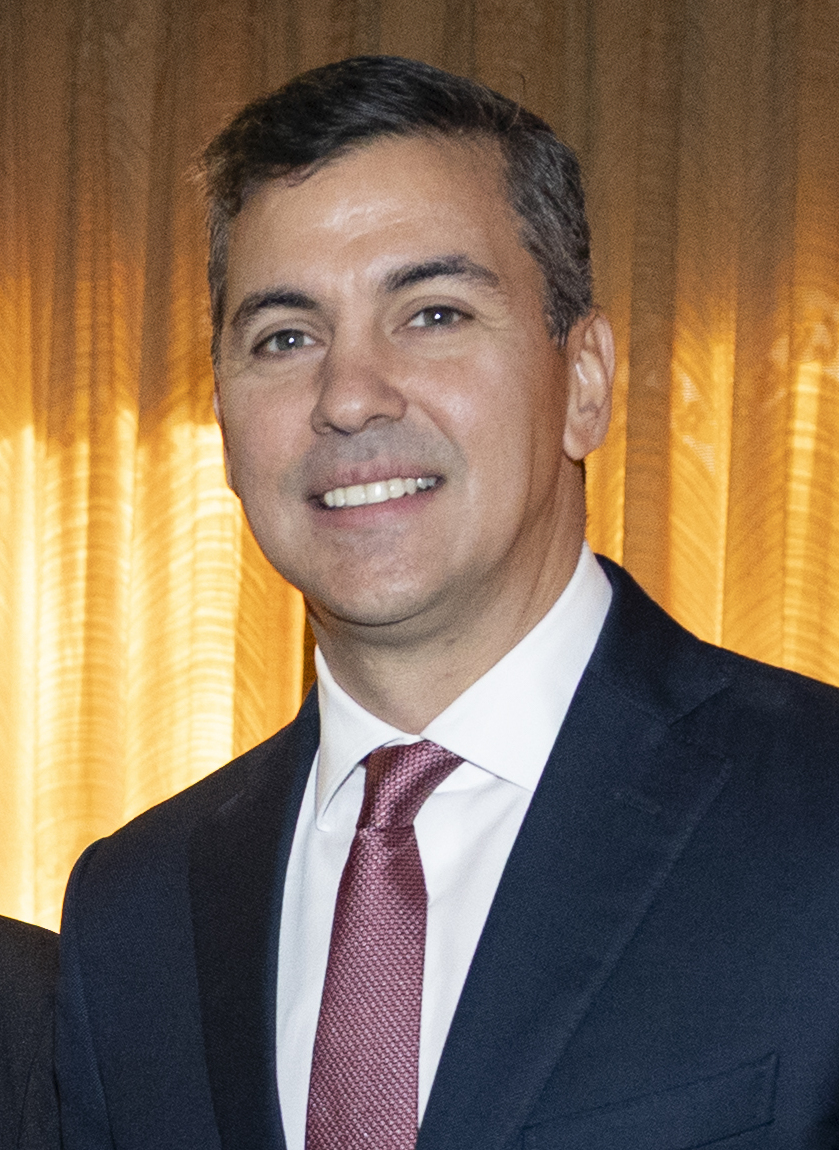

Santiago Peña fue elegido presidente para el periodo 2023-2028 en las elecciones generales celebradas el 30 de abril de 2023.

### Expresidentes vivos
A la fecha, se registran ocho expresidentes constitucionales de la República del Paraguay en condición de vida. El último extitular del Poder Ejecutivo en fallecer fue el general Alfredo Stroessner Matiauda, quien gobernó entre 1954 y 1989; su deceso se produjo el 16 de agosto de 2006, a los 93 años de edad. Los exmandatarios sobrevivientes se enumeran a continuación conforme al orden sucesivo de ejercicio del cargo:

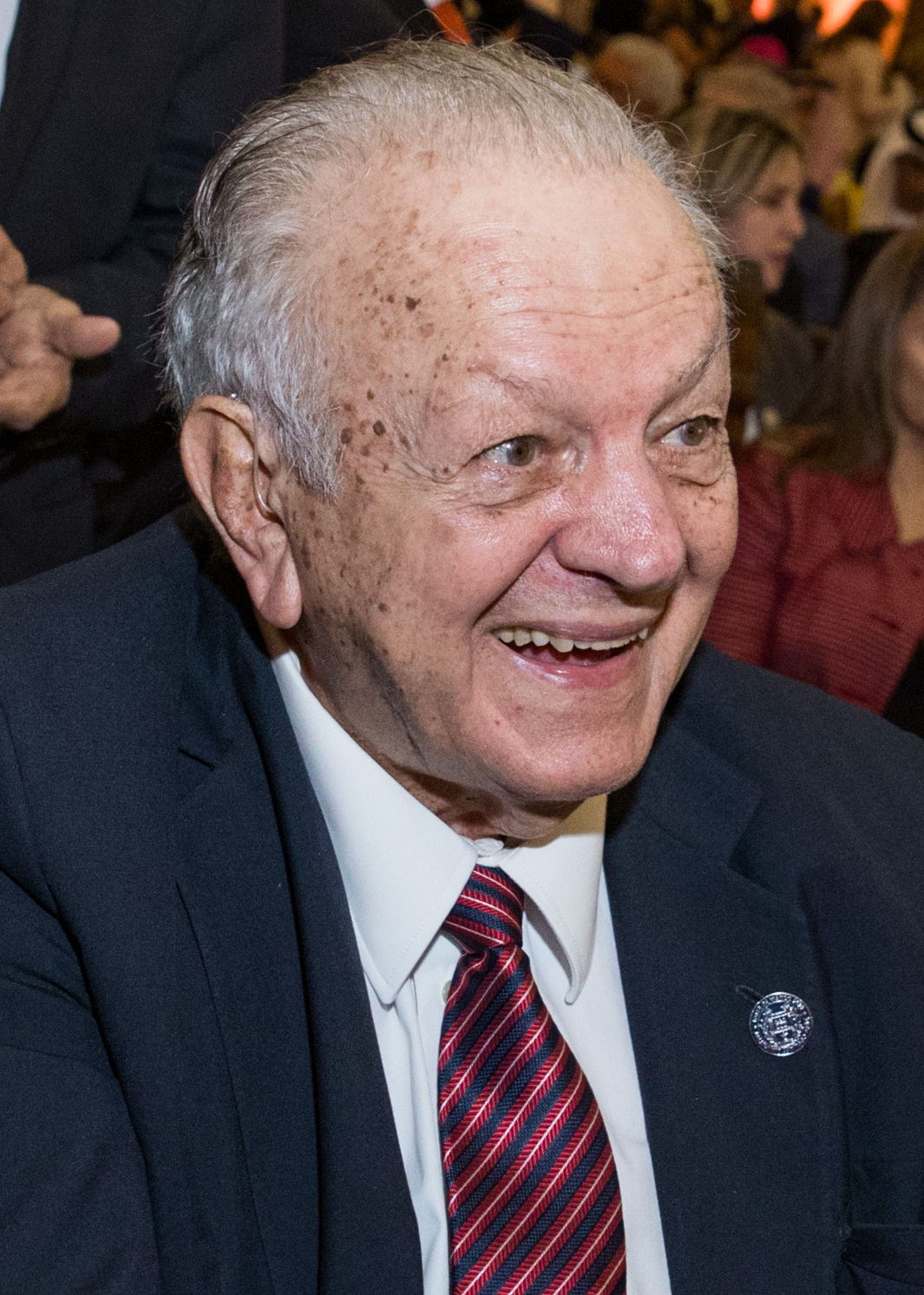
Juan Carlos Wasmosy (1993-1998)
86 años
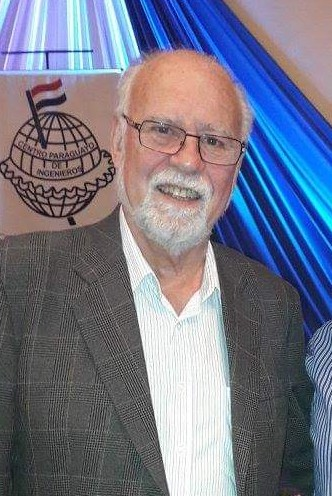
Raúl Cubas Grau (1998-1999)
81 años
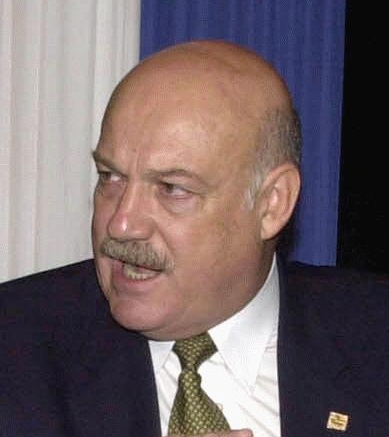
Luis Ángel González Macchi (1999-2003) 77 años
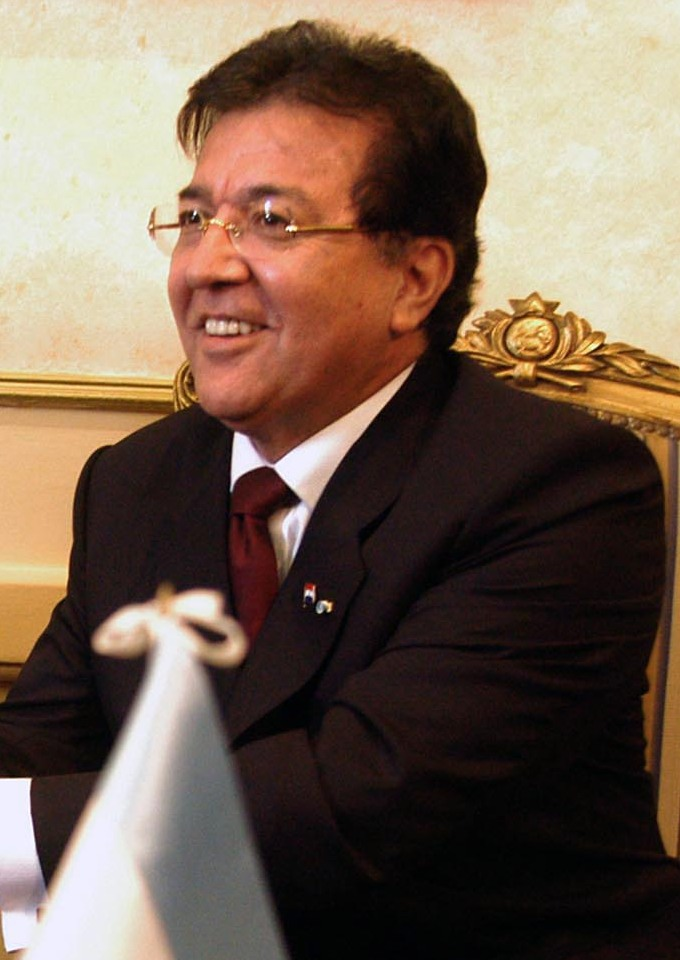
Nicanor Duarte Frutos (2003-2008) 68 años
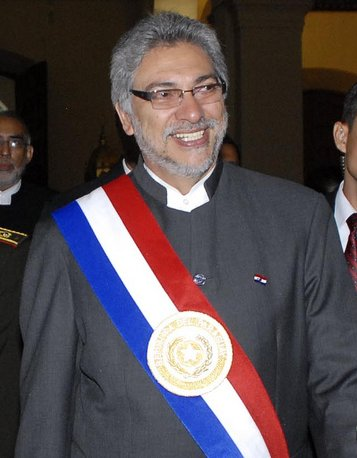
Fernando Lugo (2008-2012)
74 años
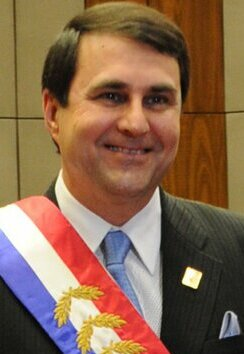
Federico Franco (2012-2013)
62 años
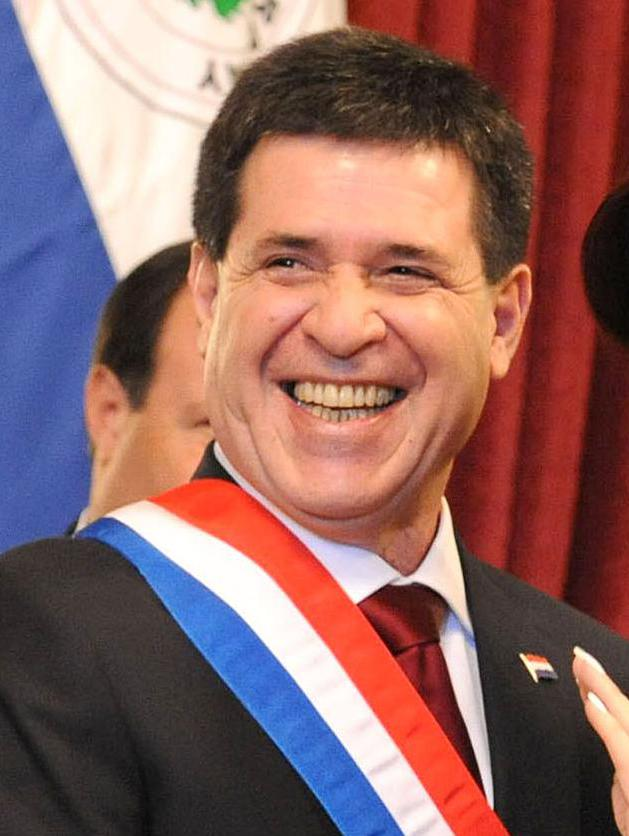
Horacio Cartes (2013-2018) 68 años
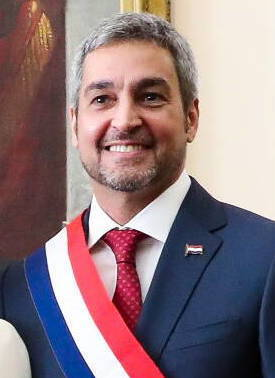
Mario Abdo Benítez (2018-2023)
53 años